# オルナーゴ
オルナーゴ（伊: Ornago）は、イタリア共和国ロンバルディア州モンツァ・エ・ブリアンツァ県にある、人口約5,300人の基礎自治体（コムーネ）。

## 地理

### 位置・広がり
モンツァ・エ・ブリアンツァ県東部に位置するコムーネで、県都モンツァから東へ11km、州都ミラノから北東へ約23km、ベルガモから南西へ約23kmの距離にある。

#### 隣接コムーネ
隣接するコムーネは以下の通り。MIはミラノ県所属。
- ベッルスコ - 北
- ロンチェッロ - 東
- バジアーノ (MI) - 南東
- カヴェナーゴ・ディ・ブリアンツァ - 南
- ブラーゴ・ディ・モルゴラ - 西
- ヴィメルカーテ - 北西

### 気候分類・地震分類
気候分類では、zona E, 2404 GGに分類される。
また、イタリアの地震リスク階級 (it) では、zona 3 (sismicità bassa) に分類される。